# Paus Calixtus II
Calixtus II, geboren als Guido van Bourgondië (Quingey, rond 1060 - Rome, 13 december 1124) was de 162e paus van 1 februari 1119 tot aan zijn dood in 1124. Hij was de zoon van graaf Willem I van Bourgondië en Stephania van Longwy-Metz. Zijn broer Hugo werd aartsbisschop van Besançon en een andere broer was de heilige Octavianus. Zijn zuster Clementia was gehuwd met Robrecht II van Vlaanderen en zijn zuster Gisela met Humbert II van Savoye. Hijzelf werd aartsbisschop van Vienne (1088) en pauselijk legaat in Frankrijk voor paus Paschalis II.
Calixtus' pontificaat begon moeilijk. Keizer Hendrik V had al tijdens Calixtus' voorganger paus Gelasius II Gregorius VIII in Rome als tegenpaus aangesteld. In 1120 wist Calixtus Rome echter in te nemen en verdreef hij Gregorius. Het jaar daarop werd Gregorius gevangengenomen en aan Calixtus uitgeleverd. Een jaar later kwam er een einde aan de Investituurstrijd met het Concordaat van Worms (1122). Callixtus bevorderde de bedevaarten naar Santiago de Compostella, waar Raymond, een andere broer van Calixtus, koning was geworden. Santiago de Compostella werd de zetel van een aartsbisdom en als heilige stad op dezelfde voet geplaatst als Rome en Jeruzalem.
Calixtus zat het Eerste Lateraans Concilie voor en bestreed de simonie en het concubinaat van de geestelijkheid.
In 1120 vaardigde hij de bul "Sicut Judaeis" (Latijn voor "zoals de Joden") uit, die bedoeld was om Joden te beschermen als gevolg van de slachting van Joden na de Eerste Kruistocht. In deze bul werden hun rechten bv het recht op bezit erkend en zij verbood christenen om joden onder dwang te laten bekeren. Iedereen die zich hieraan schuldig zou maken zou worden geëxcommuniceerd.
Hij werd heilig verklaard. Zijn dag van gedachtenis is 12 december.

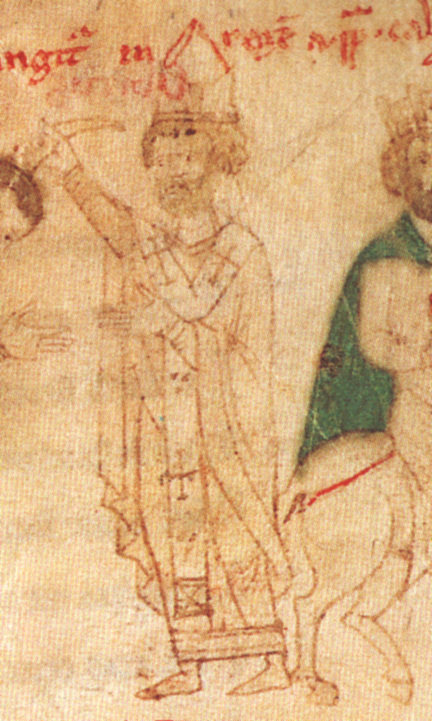
Calixtus II op een afbeelding uit de Liber ad honorem Augusti van Petrus van Ebulo (1196)

Cursief: tegenpaus
- Biblioteca Nacional de España: XX888702
- Bibliothèque nationale de France: cb13196675m (data)
- Catàleg d'autoritats de noms i títols de Catalunya: 981058521351406706
- CiNii: DA05585921
- Gemeinsame Normdatei: 118518453
- International Standard Name Identifier: 0000 0004 4888 9216
- Library of Congress Control Number: n79108027
- Nationale Bibliotheek van Tsjechië: kup19980000013231
- Nationale Bibliotheek van Israël: 987007397415605171
- Nederlandse Thesaurus van Auteursnamen: 07351487X
- Istituto Centrale per il Catalogo Unico: PUVV239028
- LIBRIS: 207001
- Système universitaire de documentation: 035566078
- Virtual International Authority File: 97716484
- WorldCat: E39PBJB4dx4H3WmfydF8QxHBfq